# Hours
Hours es el segundo álbum de estudio de Funeral For A Friend. Se grabó del 12 de enero al 8 de marzo de 2005 conjuntamente en Studio X y Studio Litho, Seattle. Fue lanzado al mercado en 14 de junio de 2005 por Atlantic Records, lo que supone el primer disco con la banda para la discográfica estadounidense propiedad de la Warner Music Group y el primer disco que FFAF lanza con un gran sello, tras su paso por Infectious y Ferret Music. Hours, también, fue producido por Terry Date, quien ya produjese a bandas del nivel de Deftones, Limp Bizkit, Soundgarden o Pantera.
Aparte de sus singles, las series de videojuegos Burnout vuelve a contar con un tema de Funeral For A Friend para la banda sonora original de Burnout Revenge, que en este caso es la canción que abre el disco, "All The Rage".

## Listado de canciones
1. "All the Rage" – 3:37
2. "Streetcar" – 3:37
3. "Roses for the Dead" – 4:06
4. "Hospitality" – 4:44
5. "Drive" – 5:06
6. "Monsters" – 3:29
7. "History" – 4:08
8. "Recovery" – 3:31
9. "The End of Nothing" – 3:19
10. "Alvarez" – 4:16
11. "Sonny" – 3:15

### Canciones extra en edición japonés
1. Babylon's Burning (Limited Edition Japanese Bonus Tracks)
2. Sunday Bloody Sunday (Limited Edition Japanese Bonus Tracks)
3. The Boys Are Back In Town (Limited Edition Japanese Bonus Tracks)
4. Pirate Song (Limited Edition Japanese Bonus Tracks)
5. Lazarus (In The Wilderness) (Japanese Bonus Tracks)
6. I Am The Arsonist (Japanese Bonus Tracks)

## Sencillos
| Año  | Canción              | Posición en las listas | Posición en las listas | Posición en las listas | Posición en las listas |
| Año  | Canción              | US Hot 100             | US Modern Rock         | US Mainstream Rock     | UK Singles             |
| 2005 | "Streetcar"          | –                      | –                      | –                      | #15                    |
| 2005 | "Monsters"           | –                      | –                      | –                      | #36                    |
| 2005 | "History"            | –                      | –                      | –                      | #21                    |
| 2006 | "Roses for the Dead" | –                      | –                      | –                      | #39                    |

## Créditos
- Matt Davies - Vocalista
- Gareth Davies - Bajo
- Darran Smith - Guitarra
- Kris Roberts - Guitarra
- Ryan Richards - Batería